# ERA Real Estate-Circus/Saison 2016
Dieser Artikel listet Erfolge und Fahrer des Radsportteams ERA Real Estate-Circus in der Saison 2016 auf.

## Abgänge – Zugänge
| Zugänge                    | Team 2014      | Abgänge     | Team 2015 |
| -------------------------- | -------------- | ----------- | --------- |
| Jelle Cant                 |                | Martin Bína | Unbekannt |
| Toon Wouters               | BKCP-Powerplus |             |           |
| Michael Boros (ab 1. Juli) | BKCP-Powerplus |             |           |

## Mannschaft
| Teamkader 2016                            | Teamkader 2016    | Teamkader 2016 | Teamkader 2016        |
| Name                                      | Geburtsdatum      | Land           | Vorheriges Team       |
| ----------------------------------------- | ----------------- | -------------- | --------------------- |
| Jelle Cant                                | 19. Juni 1992     | Belgien        |                       |
| Kevin Cant                                | 11. März 1988     | Belgien        |                       |
| Jasper De Meyer                           | 15. April 1994    | Belgien        |                       |
| Radomír Šimůnek junior                    | 6. September 1983 | Tschechien     | BKCP-Powerplus (2012) |
| Diether Sweeck                            | 17. Dezember 1993 | Belgien        |                       |
| Hendrik Sweeck                            | 13. Januar 1992   | Belgien        |                       |
| Laurens Sweeck                            | 17. Dezember 1993 | Belgien        |                       |
| Julien Taramarcaz                         | 12. November 1987 | Schweiz        |                       |
| Toon Wouters                              | 21. November 1994 | Niederlande    |                       |
|                                           |                   |                |                       |
| Quellen: ProCyclingStats Cycling Archives |                   |                |                       |